# Trichopilia

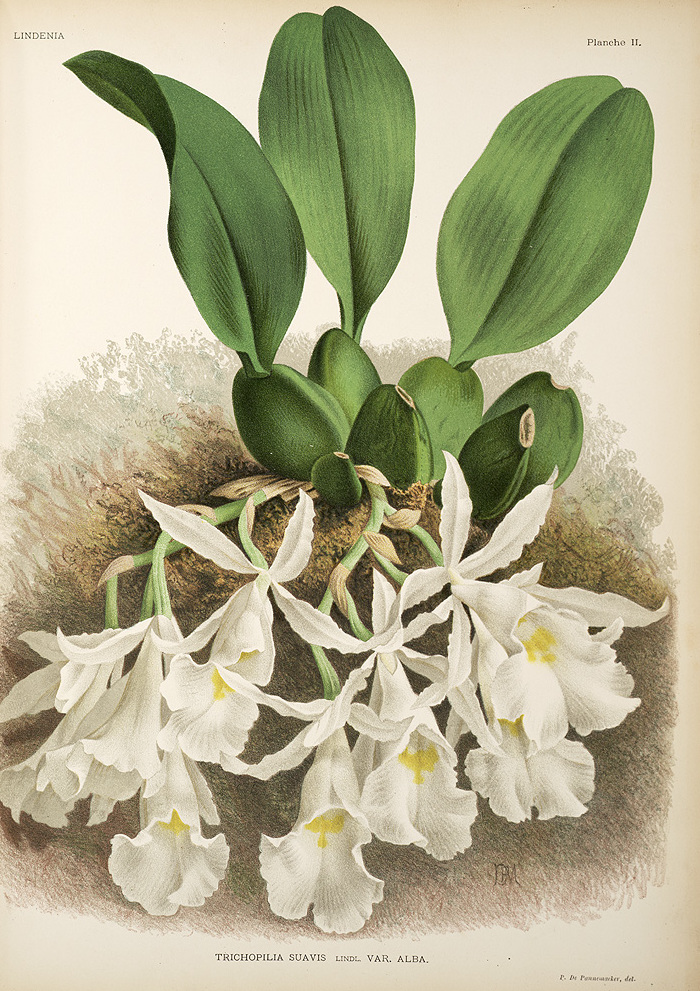
Trichopilia suavis

Trichopilia es un género con 57 especies de orquídeas.  

## Descripción
Presentan un corto rizoma reptante con agrupaciones de pseudobulbos monofoliados , ovalados o cilíndricos. Las hojas son pseudopecioladas, coriáceas, brillantes.  La inflorescencia es basal, en arco o en racimo corto, con pocas o hasta diez flores muy vistosas y fragantes, a primera vista,  puede incluso recordar algunas Brassavola.
Los sépalos y pétalos son similares, por lo general con los lados de los sépalos algo juntos en la base, todos con márgenes ondulados o retorcidos y con formas variables. El labio es muy amplio, ligeramente soldado a la base de la columna, trilobulado, generalmente con el frontal  redondeado y  la participación de la columna  que forman una especie de tubo que se extiende y se abre al lóbulo medio, se asemeja en apariencia de un embudo.  La columna es alargada, semi cilíndrica con  márgenes peludos  y  dos polinias.

## Distribución
El género se compone de alrededor de tres docenas de especies de pequeñas pero robustas epífitas, a veces terrestres o rupícolas, se producen en la madera en la sombra un poco húmeda del sur desde México a la Amazonía, la mayoría se encuentra en Colombia y en las zonas al noroeste de América Latina, excepto un tipo de área natural que se extiende desde Pernambuco a Río de Janeiro. 

## Evolución, filogenia y taxonomía
Se propuso por John Lindley en 1836 en la Edwards's Botanical Register 22: t. 1863. La especie tipo del género es Trichopilia tortilis Lindl.

## Etimología
El nombre del género se refiere al hecho de que la columna de sus flores tienen pilosidad.

## Especies deTrichopilia
1. Trichopilia aenigma Garay, Lindleyana 11: 233 (1996)
2. Trichopilia amabilis Dressler, Orquideologia 22: 245 (2003)
3. Trichopilia archilarum Chiron, Richardiana 11: 203 (2011)
4. Trichopilia backhousiana Rchb.f., Gard. Chron. 1876(1): 816 (1876)
5. Trichopilia boliviensis Klikunas & Christenson, Orchid Digest 68: 14 (2004)
6. Trichopilia brasiliensis Cogn. in C.F.P.von Martius & auct. suc. (eds.), Fl. Bras. 3(6): 580 (1906)
7. Trichopilia brevis Rolfe, Lindenia 7: 91 (1891)
8. Trichopilia callichroma Rchb.f., Linnaea 41: 104 (1876)
9. Trichopilia concepcionis Kraenzl., Notizbl. Bot. Gart. Berlin-Dahlem 7: 431 (1920)
10. Trichopilia dalstroemii Dodson, Orquideologia 22: 206 (2003)
11. Trichopilia endresiana Dressler & Pupulin, Harvard Pap. Bot. 10: 90 (2005)
12. Trichopilia eneidae Dressler, Orquideologia 22: 246 (2003)
13. Trichopilia fragrans (Lindl.) Rchb.f., Hamburger Garten- Blumenzeitung 14: 229 (1858)
14. Trichopilia freulerae Archila & Chiron, Richardiana 11: 204 (2011)
15. Trichopilia galeottiana A.Rich., Ann. Sci. Nat., Bot., III, 3: 26 (1845)
16. Trichopilia gracilis C.Schweinf., Bot. Mus. Leafl. 15: 168 (1952)
17. Trichopilia grata Rchb.f., Gard. Chron. 1868: 1338 (1868)
18. Trichopilia hennisiana Kraenzl., Orchis 2: 99 (1908)
19. Trichopilia juninensis C.Schweinf., Amer. Orchid Soc. Bull. 13: 424 (1945)
20. Trichopilia laxa (Lindl.) Rchb.f., Hamburger Garten- Blumenzeitung 14: 229 (1858)
21. Trichopilia leucoxantha L.O.Williams, Amer. Orchid Soc. Bull. 10: 137 (1941)
22. Trichopilia maculata Rchb.f., Bonplandia (Hannover) 3: 215 (1855)
23. Trichopilia marginata Henfr., Gard. Mag. Bot. 3: 185 (1851)
24. Trichopilia mesoperuviensis Klikunas & Christenson, Orchid Digest 68: 15 (2004)
25. Trichopilia mutica (Lindl.) Rchb.f. & Wullschl. in W.G.Walpers, Ann. Bot. Syst. 6: 679 (1863)
26. Trichopilia occidentalis Christenson, Orchid Digest 68: 16 (2004)
27. Trichopilia oicophyllax Rchb.f., Allg. Gartenzeitung 24: 97 (1856)
28. Trichopilia olmosii Dressler, Selbyana 22: 11 (2001)
29. Trichopilia peruviana Kraenzl., Oesterr. Bot. Z. 10: 11 (1915)
30. Trichopilia primulina Dressler & Bogarín, Orchideen J. 16: 60 (2009)
31. Trichopilia punctata Rolfe, Gard. Chron., III, 7: 227 (1890)
32. Trichopilia punicea Dressler & Pupulin, Orchids (West Palm Beach) 75: 217 (2006)
33. Trichopilia rostrata Rchb.f. in W.W.Saunders, Refug. Bot. 2: t. 100 (1872)
34. Trichopilia sanguinolenta (Lindl.) Rchb.f., Xenia Orchid. 2: 99 (1867)
35. Trichopilia santoslimae Brade, Orquídea (Río de Janeiro) 6: 20 (1943)
36. Trichopilia similis Dressler, Selbyana 22: 12 (2001)
37. Trichopilia steinii Dodson, Orquideologia 22: 209 (2003)
38. Trichopilia suavis Lindl. & Paxton, Paxton's Fl. Gard. 1: 44 (1850)
39. Trichopilia subulata (Sw.) Rchb.f., Flora 48: 278 (1865)
40. Trichopilia tortilis Lindl., Edwards's Bot. Reg. 22: t. 1863 (1836)
41. Trichopilia tubella Dressler, Harvard Pap. Bot. 10: 90 (2005)
42. Trichopilia turialbae Rchb.f., Hamburger Garten- Blumenzeitung 19: 11 (1863)
43. Trichopilia undulatissima D.E.Benn. & Christenson, Lindleyana 13: 95 (1998)
44. Trichopilia wageneri (Rchb.f.) Rchb.f., Hamburger Garten- Blumenzeitung 14: 229 (1858)

## Sinonimia
- Pilumna Lindl. (1844)
- Leucohyle Klotzsch (1855)[1]